# Björn Edgren
Björn Edgren, född 1988 i Sunne i Värmland, är en svensk manusförfattare. Han är mest känd för att ha skrivit manus för satirprogrammet Svenska Nyheter, Premiärdatum oklart samt Vem mördade skolan?
Han har också skrivit manus och regisserat Leif och Billys show ”Gud förbannat vilken jävla show med Leif och Billy”
Edgren är legitimerad läkare.